# Jane Reece (fotografka)

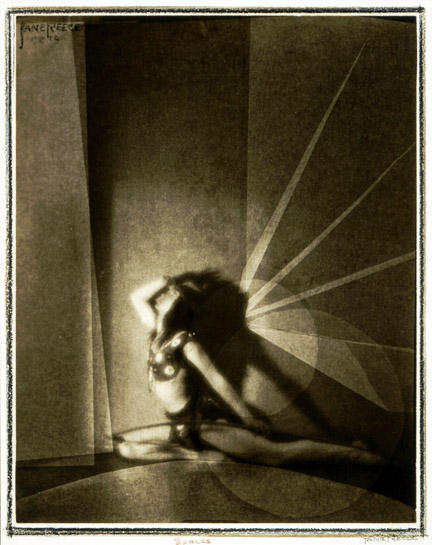
Jane Reece: Spaces (Harry Losée), 1922

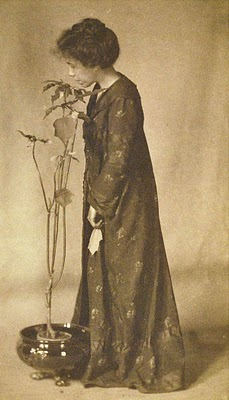
Jane Reece: Dívka s vánoční hvězdou (The Poinsettia Girl), 1907, autoportrét

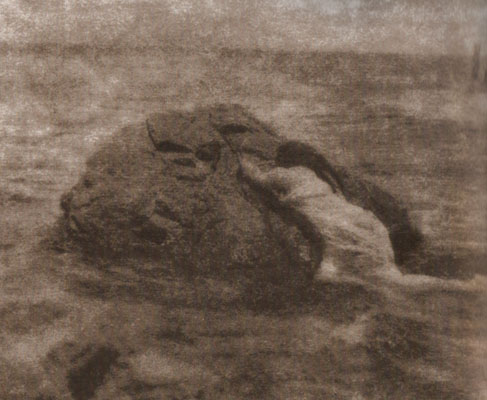
Jane Reece: Duše v zajetí (Andromeda, The Soul in Bondage), 1911

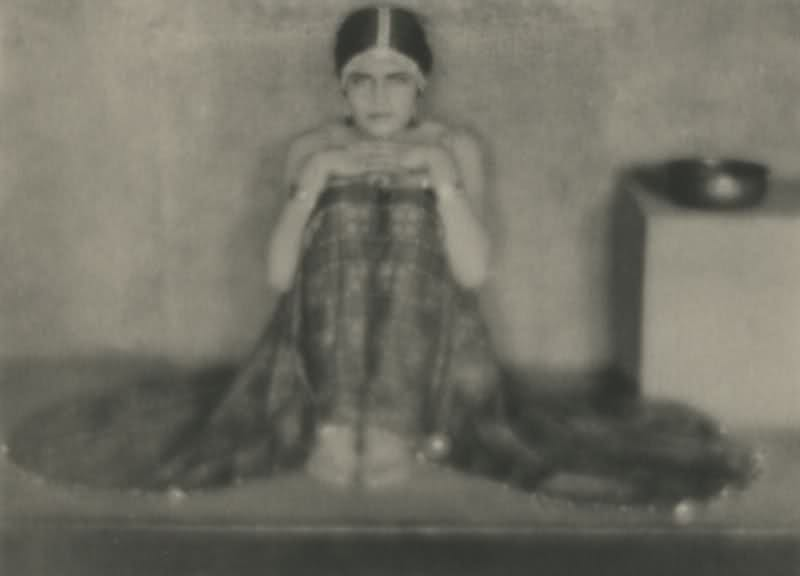
Jane Reece: Má sláva utopená v mělkém poháru (Have Drowned My Glory in a Shallow Cup), modelka: Tina Modotti, 1919

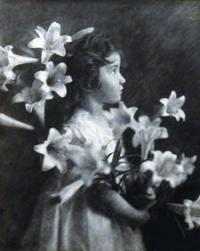
Jane Reece: Easter Lillies, z výstavy 34 fotografií dětí, jedné z jejích raných prací, 1903

Jane Reece (18. června 1868 poblíž West Jefferson – 10. června 1961 Dayton) byla americká piktorialistická fotografka působící na počátku 20. století. Většinu svého života v prožila v Daytonu, Ohio, kde založila své první fotografické studio v roce 1903, a byla aktivní na místní, národní a mezinárodní fotografické scéně. Během své 40leté kariéry vystavovala na více než stovce fotografických salonech a výstavách po celém světě, získala mnohá přední místa, ocenění a pocty. Od počátku 20. století svá díla zhotovovala v piktorialistickém stylu, s měkkou kresbou, jemně rozostřené, romantické výjevy, impresionistický styl, experimentovala s objektivy, filtry, vývolávacími procesy a velkými manipulačními zásahy s obrazem. Dnes je uznávána jako jedna z daytonských významných a oblíbených umělkyň.

## Život a dílo
Pravdivé údaje o svém věku tajila, podobně jako mnoho faktů o svém životě. Hodně z toho, co je o ní známo, bylo sestaveno z jejích dopisů a z rozhovorů s přáteli a členy rodiny. Záznamy ukazují, že byla jednou ze čtyř dětí narozených Williamu L. Reeceovi (1833–1879) a Mary Augsburgerové Ransomerové (1837–1934). Poté, co její otec v roce 1879 zemřel, se její rodina přestěhovala do nedalekého Zanesville, Ohio. Její bratr Lawson tam začal fotografovat a pracoval ve fotografickém ateliéru Muntz and Pack. Reece zde také krátce pracovala a byla vedena jako „umělec” a „umělec retušér”.
Podobně jako mnoho jiných fotografů v tomto období svou uměleckou kariéru začínala jako malíř, sama potvrdila, že fotografovat začala po vážném onemocnění, které bylo považováno za míšní meningitidu nebo tuberkulózu, které ji v roce 1903 přinutilo opustit malování. Zatímco se zotavovala z nemoci v domě příbuzných v Southern Pines v Severní Karolíně, začala fotografovat na naléhání své sestry, které na ní záleželo. Nicméně v letech 1901–1902 je Reece uvedena v adresáři města Dayton jako vlastník „studia”, a existují od ní desítky fotografických portrétů, které se zdají být z tohoto období.
V prosinci 1903 se vrátila ze Severní Karolíny a přestěhovala se do Daytonu, kde si otevřela vlastní velký fotografický ateliér. Studio nazvala Rembrandt v domnění, že uměleckým jménem pomůže přilákat klienty, kteří stáli o studiový portrét. Její strategie fungovala dobře, neboť v dalším roce pořídila více než 600 portrétních siluet.
Během několika let se její fotografický styl rozvinul z jednoduchých portrétů k více umělecké vizi. Pro inspiraci se přihlásila k důležitým časopisům Alfreda Stieglitze Camera Notes a Camera Work. V roce 1907 pořídila jeden ze svých nejznámějších snímků – autoportrét Dívka s vánoční hvězdou (The Poinsettia Girl, poinsettia neboli Euphorbia pulcherrima je vánoční hvězda). K vytvoření této fotografie byla pravděpodobně inspirována snímkem Evy Watson-Schützeové Růže, který byl publikován v magazínu Camera Work v roce 1905.
V roce 1909 měla pocit, že dosáhla všeho, čeho v Daytonu mohla dosáhnout a rozhodla se přestěhovat do New Yorku a studovat u Clarence Hudsona Whita na Columbia University. Zůstala necelé čtyři měsíce a později prý prohlásila, že White ji shledal příliš pokročilou na to, aby zůstala jeho žákyní. Záznamy a poznámky jak Whitea tak i Reece z tohoto období jsou však nejasné a tak informace o její skutečné účasti na Columbia University jsou pouze dohady, ačkoli existuje její portrét Whitea v jeho ateliéru. Je o ní také známo, že se během tohoto studia setkala s Gertrudou Käsebierovou, ačkoli rozsah jejich setkávání je nejasný. Bez ohledu na to, se Reece vrátila v říjnu téhož roku do Daytonu a otevřela nové portrétní studio. V krátkém časovém horizontu získala mnoho klientů, a během několika dalších let pořídila řadu komerčních portrétů nejvýše postavených rodin v Daytonu.
V roce 1911 odcestovala do Kalifornie, kde pořídila malou sérii fotografií, ve které se odrážel její umělecký styl a zároveň její život té doby. Série nazvaná Duše v zajetí (The Soul in Bondage) interpretovala mytologický příběh Andromedy, která byla svázána na skále u moře jako oběť nestvůře a později zachráněna Perseem. Reeceová pořídila sérii na ostrově Santa Catalina. Dominque Vasseur, bývalý kurátor instituce Dayton Art, o cyklu řekl, že „symbolizuje psychologický a emocionální boj, který je možné pojímat též autobiograficky”. V té době Reeceová hledala svůj vztah k fotografii a k profesionální kariéře, kterou si vybrala, navíc prožívala finanční těžkosti a trpělo též její zdraví.
Od roku 1912 postupně rozšiřovala svůj umělecký repertoár a rostl též počet jejích výtvarných snímků. Mezi její další známé práce z tohoto období patří Veterán (1912) a Odkud (Whence, 1916).
V roce 1919 se vrátila do Los Angeles navštívit své přátele. Během návštěvy portrétovala Edwarda Westona, Tinu Modottiovou a jejího příbuzného Roubaixe de l'Abrie Richeyho. Ve svém obrazovém stylu je zachytila v kostýmech, kterým tak dala „umělecké“ vyjádření. Fotografie Richeyho představovaly Krista s názvem Syn člověka (Son of Man), přičemž jeden snímek s Modottiovou byl nazván Má sláva utopená v mělkém poháru (Have Drowned My Glory in a Shallow Cup, 1919). Tento snímek se později stal jedním z jejích nejznámějších děl.
Dvacátá léta pro ni znamenala nejaktivnější a umělecky významné období své kariéry. Dosáhla národního i mezinárodního ocenění za svou práci, obdržela uznání a ocenění z celého světa. Jedním z důvodů jejího úspěchu bylo, že ve své práci dokázala využívat mnoho různých stylů, pravidelně experimentovala s různými žánry, modely a předměty. Historička fotografie Naomi Rosenblumová o ní řekla, že „byla sběratelkou stylů a nápadů jak v portrétování tak i v salonní práci v naturalistickém symbolickém a příležitostně i v kubistickém umění”. Susan Talbot-Stanaway, ředitelka muzea umění v Zanesville (Ohio), které vlastní asi 70 jejích fotografií, o ní řekla, že ve svých dílech s oblibou tvořila „pečlivě postavené malé příběhy”.
Některé z jejích nejvýraznějších děl vznikly v roce 1922, když překrývala přes sebe několik negativů tanečnice Harry Losée, při osvětlení pomocí šablon vytvářela výrazné geometrické vzory připomínající pozdějších práce Man Ray. V této době také experimentovala s autochromy bratří Lumiérů a krátkými filmy.
Díky své rostoucí slávě ve 20. letech byla pověřena, aby pořídila portréty mnoha umělců a osobností té doby, včetně takových jako byli Ilja Lvovič Tolstoj, Jan Kubelík, Margaret Woodrow Wilsonová, Herman Sachs, Robert Frost, Roland Hayes nebo Helen Keller. Po návštěvě Evropy v letech 1923–1924 se zvedla poptávka po její účasti na mnoha mezinárodních výstavách. Během tříletého období 1928–1930 byly její fotografie zařazeny do nejméně 65. salonů a výstav, včetně velkých přehlídek v New Yorku, Chicagu, Bostonu, Los Angeles, Paříži, Londýně, Praze, Amsterodamu, Tokiu, Stockholmu, Kodani, Torontu, Edinburghu, Madridu a Antverpách.
Někdy v polovině 30. let začal selhávat její zrak a spolu s poklesem popularity piktorialismu začala produkovat své snímky méně a méně. V roce 1944, ve svých 76 letech, nakonec prohlásila, že se fotografování vzdává úplně kvůli „slábnoucímu sluchu a stmívajícímu se zraku”.
Pokračovala ve vystavování svých prací, v roce 1947 byla poctěna samostatnou výstavou v institucích Karmel Art Institute a Dayton Art Institute. Od 50. let, kdy se piktorialismus dostal z výsluní ve světě fotografie, a Reeceová nenašla žádné další využití svých archivů, darovala přes 400 fotografií instituci Dayton Art Institute. V závěru života se jí zhoršoval zdravotní stav, sociální izolace a chudoba. Zemřela v Daytonu pouhých osm dní před svými 93. narozeninami. Její obrovská sbírka více než 10 000 skleněných negativů byla přenechána státní univerzitě ve Wrightu.
Po smrti byla její práce znovu objevena a je v současné době uznávána pro své silné umělecké vize a vedoucí postavení v oblasti fotografie při změně času v historii média. Dayton Art Institute již uspořádal tři retrospektivy jejích děl po její smrti, v roce 1986, znovu v roce 1997 a naposled v roce 2008.